# Lepidozia mamillosa
Lepidozia mamillosa là một loài Rêu trong họ Lepidoziaceae. Loài này được Schiffner mô tả khoa học đầu tiên năm 1893.